# 링스톤

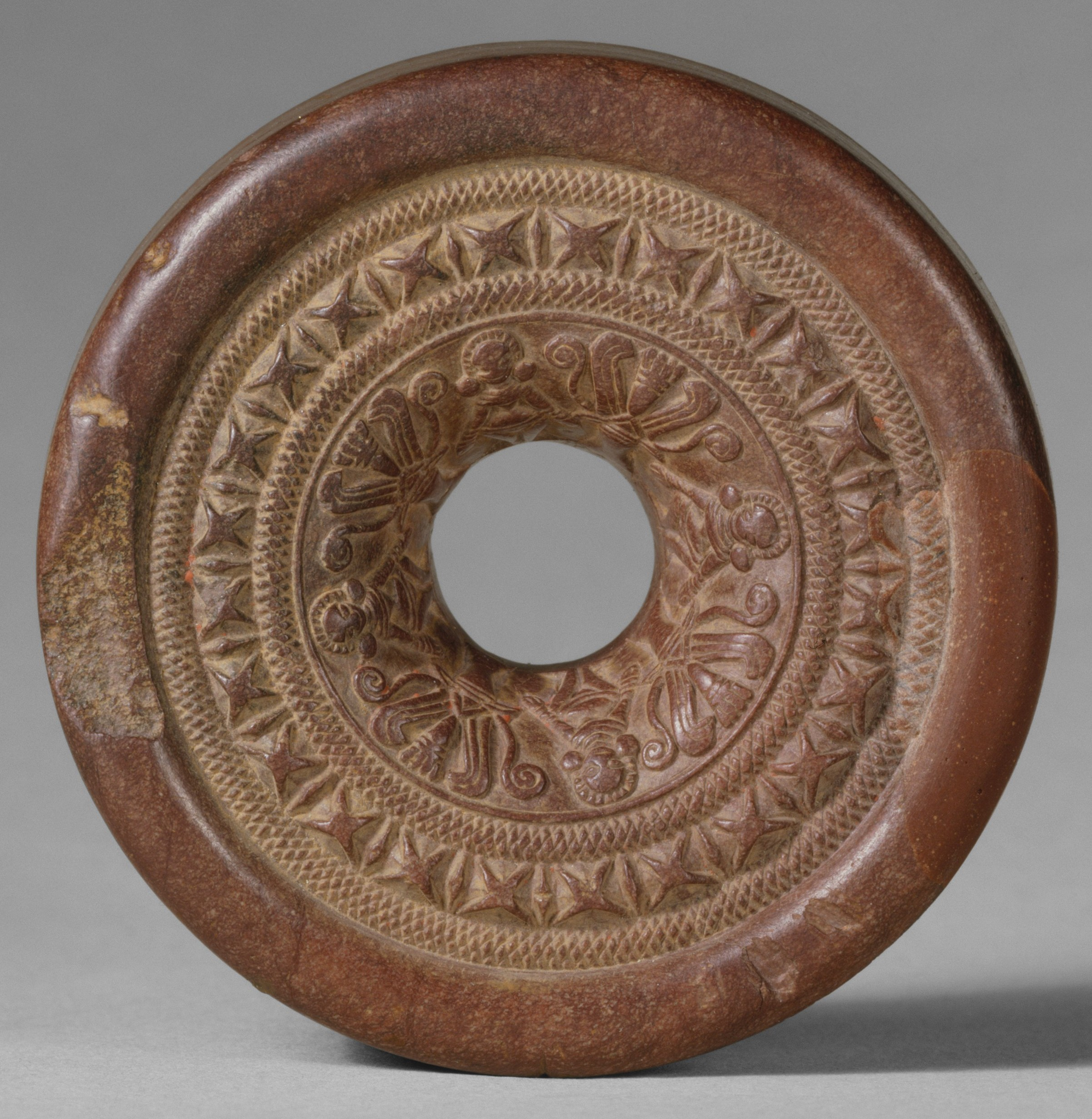
테두리에 네 개의 별을 모티브로 한 "네 명의 여신과 네 개의 대추야자가 있는 링스톤", 메트로폴리탄 미술관 (뉴욕)

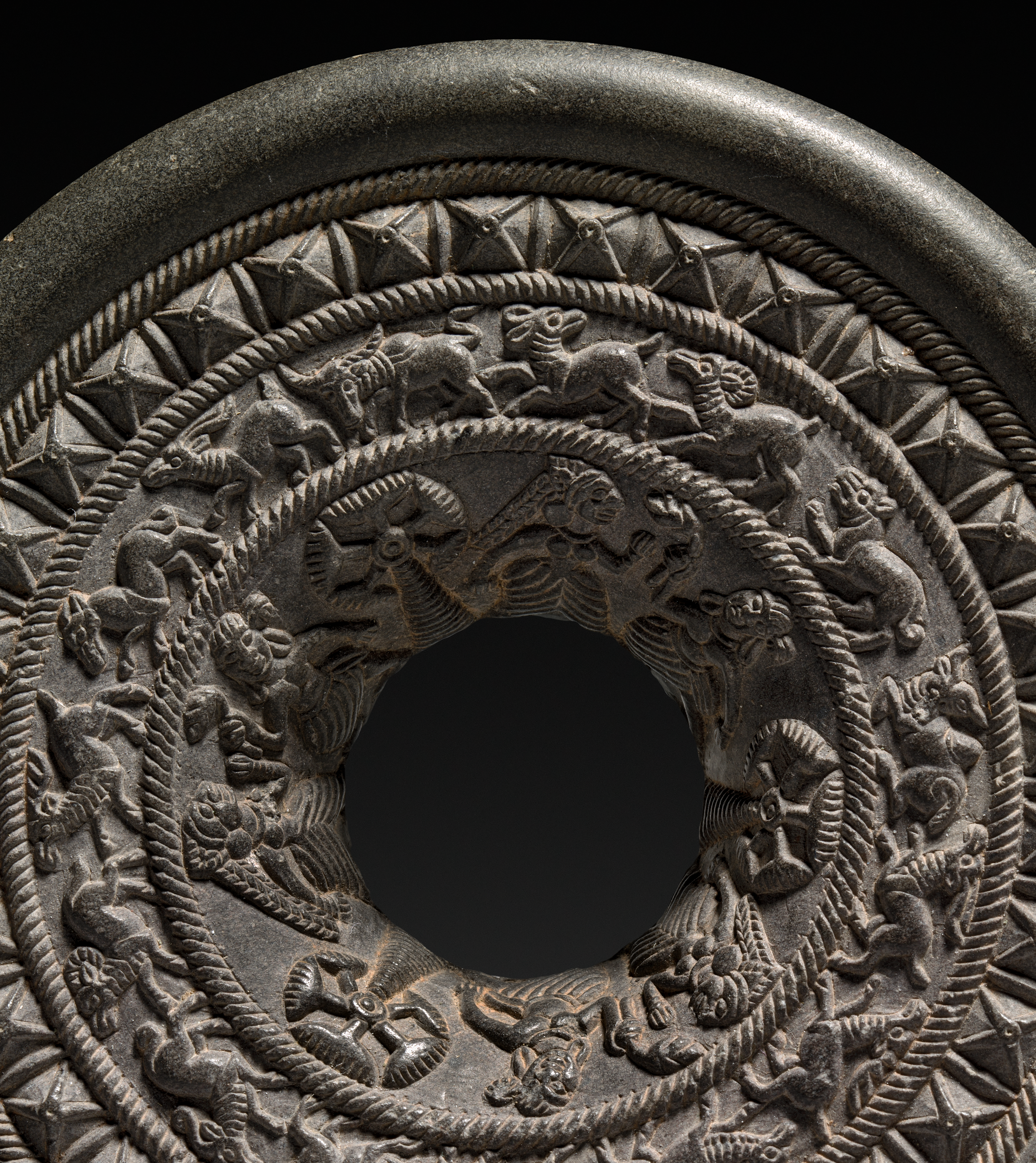
나무로 구분된 전신 치마를 입은 여성의 모습, 15가지 동물의 테두리 모티브, 네 개의 별이 그려진 테두리가 있는 중앙 테두리가 있는 완전한 링스톤의 세부 사항, 클리블랜드 미술관

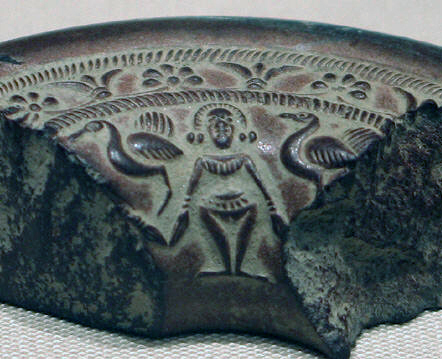
독특한 자세를 취한 여성이 옆에 새(거위로 추정됨)가 있는 링스톤의 부서진 부분, 메트로폴리탄 미술관 (뉴욕)

링스톤은 대략 마우리아 제국(기원전 322~185년경)과 그 뒤를 이은 숭가 제국(기원전 187~78년경) 시대에 인도에서 만들어진 독특한 형태의 유물이자 미니어처 조각품들이다. 보통 기원전 3세기 또는 2세기로 거슬러 올라간다. 도넛 모양과 비슷하지만 바깥쪽 가장자리가 더 곧게 뻗어 있고 앞면은 평평하고 평범하다. 돌로 조각되어 있으며, 윗면에는 중앙의 원형 구멍을 둘러싼 여러 개의 장식 구역이 있는 매우 섬세한 부조가 있다. 대부분 네 개의 별이 반복되는 테두리 모티브로 장식되어 있다. 크기는 지름 약 2.5~4인치(64~102mm)이다.
링스톤의 목적과 실제 기능은 불분명하고 "수수께끼"로 남아 있다. 특정한 종교적 목적이 있었을 수도 있고, 다산 촉진과 같은 보다 일반적인 목적이 있었을 수도 있다. 금속 호일을 디자인 위에 눌러서 보석의 부품을 만드는 데 사용되었을 수도 있다. 약 70개가 발견되었는데, 대부분 파편으로만 발견되었으며, 2014년 태국에서 발견된 링스톤들은 인도 아대륙 밖에서 발견된 최초의 사례로 인도에서 수입된 것으로 추정된다.
링스톤은 19세기 후반 알렉산더 커닝햄이 링스톤의 이미지를 발표하며 처음 기술되었는데, 1980년 S. P. 굽타의 조사 당시에는 최소 32개의 링스톤과 36개의 디스크스톤이 기록되었으며, 그 수는 계속 증가하고 있다.

## 장식
디자인은 다양하지만 모든 예는 작은 크기에도 불구하고 정교하게 조각되어 있다. 여러 구성 요소가 다양한 배열로 나타난다. 일반적으로 구멍의 경사진 측면을 따라 이어지는 가장 안쪽 구역에는 네 명의 서 있는 여성상이 있는데, 대부분은 "성기가 완전히 노출된" 누드, 구부러진 무릎이 바깥쪽을 향하고 있으며, 장신구와 정교한 헤어스타일을 하고 있으며 나무가 이들을 구분하고 있다. 많은 돌의 테두리를 둘러싼 모티프에는 네 개의 별이 그려져 있다. 여성들은 "여신" 또는 "어머니 여신"으로 묘사되기도 하고, 다양한 종으로 보이거나 야자수로 보이는 나무는 생명나무로 묘사되기도 하지만 이러한 해석이 보편적으로 받아들여지지는 않는다.
클리블랜드 미술관의 링스톤에는 넓은 전신 치마를 입은 세 쌍의 서 있는 여성 인물이 가장 안쪽에 서서 발이 구멍을 향하고 있으며, 케이블 또는 밧줄 무늬 테두리가 이어진 다음 발이 중앙 구멍을 향하고 있는 15마리의 동물이 세로로 배치된 테두리가 이어진다. 또 다른 로프 테두리 뒤에는 "크로스 앤 릴" 또는 네 개의 별 모티브 중 하나가 있고, 마지막 로프 테두리 앞에 평평하고 매끄러운 바깥쪽 영역이 있다. 이 링스톤은 비슷하지만 동물 영역이 없는 대부분의 예시보다 더 정교하다. 태국에서 발견된 링스톤에는 동물 테두리가 있지만 '십자형' 또는 별 테두리가 없는 반면, 빅토리아 앤 앨버트 박물관과 대영 박물관에는 각각 두 개의 테두리가 있지만 동물은 없다. 한 링스톤의 테두리에는 "도마뱀 또는 악어"가 있다.
중앙에 구멍이 뚫린 다소 유사한 상아 원반에는 단일 영역에만 여성의 서 있는 모습이 새겨져 있다. 이것은 기원전 2세기로 거슬러 올라간다.

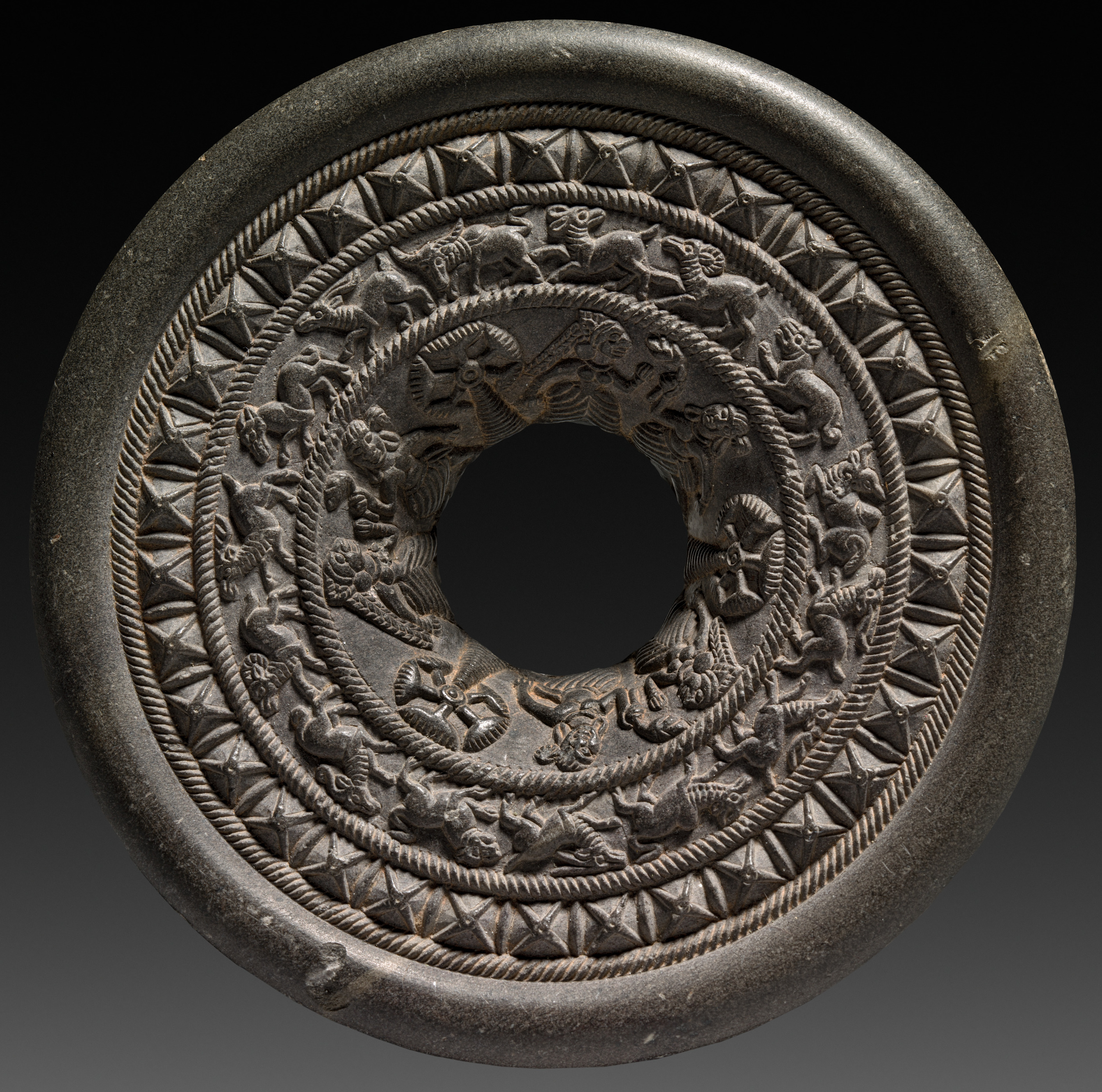
클리블랜드 미술관(위의 자세한 설명)에 있는 완전한 링스톤
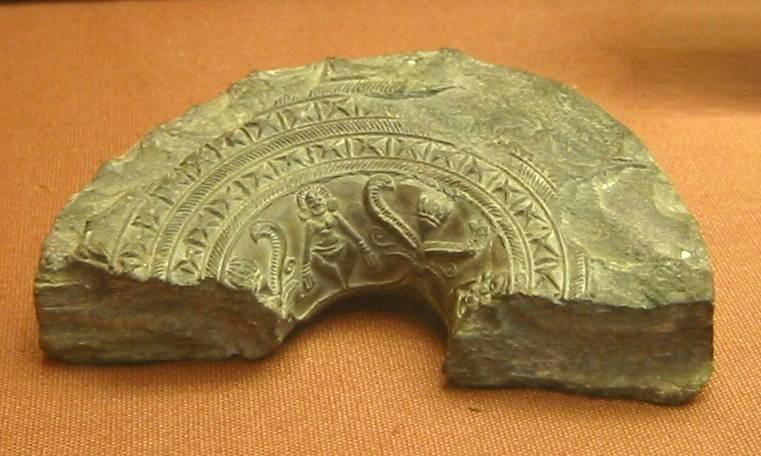
"여신", 식물, 네 개의 별 모티브 테두리, 대영 박물관
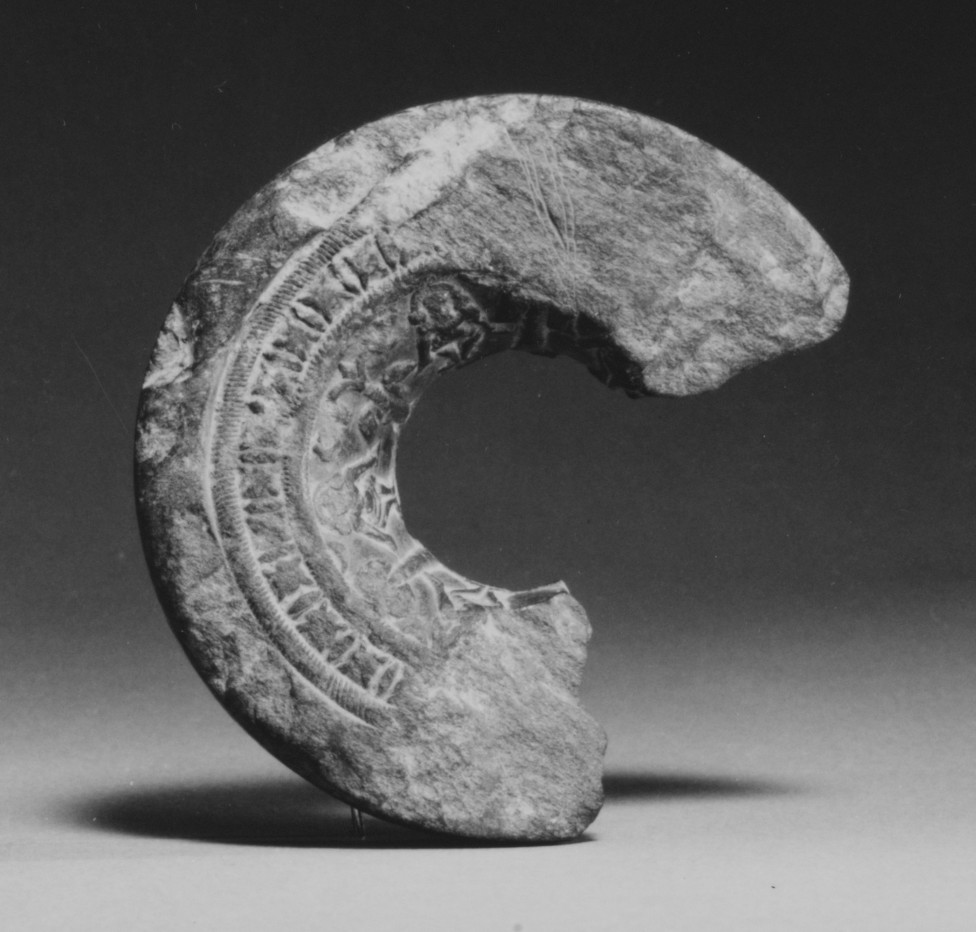
"여신과 야자수"와 네 개의 별을 모티브로 한 링스톤, 뉴욕 메트로폴리탄 미술관

## 목적
링스톤에 대한 다양한 목적과 용도가 제안되었지만 일반적으로 받아들여지는 이론은 없다. 한 가지 가설은 얇은 금속판, 아마도 인도 문화에서 항상 중요하게 여겨졌던 금박을 두드려서 만든 장신구로서 주조용 매트릭스였다는 것이지만, 이 가설을 뒷받침하는 증거인 고대의 유물이 거의 남아있지 않다. 일부 학자들은 이 이론을 선호하지 않지만, 2014년 태국에서 발견된 얇은 금박 조각 근처에서 같은 시기에 발견된 반지의 동물 무늬와 매우 유사한 동물 무늬가 발견되면서 이 이론이 어느 정도 근거를 얻었을 수 있다.
아난다 쿠마라스와미는 링스톤을 장신구로 착용했을 가능성이 있다고 주장했지만, 다른 학자들 사이에서는 링스톤이 너무 무거워서 착용할 수 없었다는 데 의견이 일치하고 있다. 다른 학자들은 명상에 사용되는 물건이거나, 다산 의식과 관련이 있을 것이라고 추측하기도 한다. 심지어 한 학자는 "물리적 피임 장치"로 사용되었을 수도 있다고 주장하기도 했다.
일부 링스톤에는 빈 앞면에 간략하고 비공식적인 금석문이 새겨져 있지만, 2019년 기준 비문의 해독은 이루어지지 않았다.

## 지리적 분포
최근 태국에서 발견된 것 외에도 북서쪽 펀자브주(현 파키스탄)의 탁실라에서 동쪽 비하르주 파트나에 이르기까지 인도 북부 전역에 걸쳐 (마우리아 지역과 같이) 발견 장소가 분포되어 있으며, 대부분은 그랜드 트렁크 로드의 도심지에서 발견되었다. 휴대가 용이하고 매우 일관된 특징을 가지고 있기 때문에 모두 한 곳에서 만들어졌을 가능성이 있으며, 마우리아 제국과 숭가 제국의 수도였던 파탈리푸트라(오늘날의 파트나)가 유력한 후보지 중 하나이다.

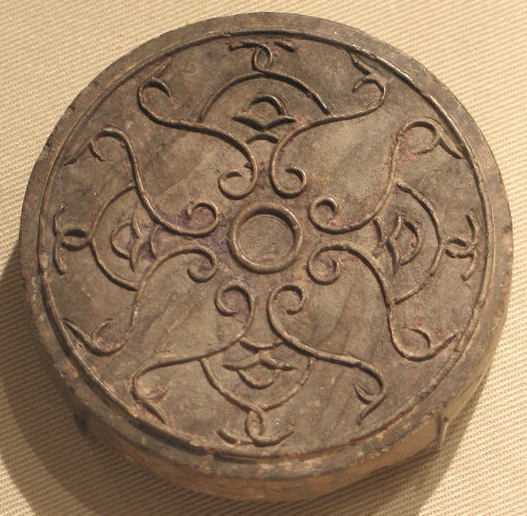
디스크스톤, 기원전 1세기, 메트로폴리탄 미술관

## 디스크스톤
링스톤 전통은 모양은 비슷하지만 물체를 관통하는 구멍이 아니라 중앙에 평평한 원형 공간이 있는 원반 모양의 디스크스톤 제조로 발전한 것으로 보인다. 이 역시 돌로 만들어졌지만 정밀하게 조각된 것은 아니며, 대부분 식물을 이용한 장식으로 좁은 원형의 영역으로 나뉘지 않고 추상적인 디자인이나 상징이 새겨져 있다. 그림의 디스크스톤(오른쪽)은 좁은 덩굴손 모양의 요소로 비교적 단순한 장식을 하고 있다. 디스크스톤은 보통 기원전 1세기로 거슬러 올라간다.
2019년에는 미얀마에서 발견된 디스크스톤에 관한 최신 보고서가 출판되었다.

## 컬렉션
가장 큰 규모의 링스톤 컬렉션은 파트나 박물관에 있다. 다른 대형 인도 박물관에도 컬렉션이 있으며, 맨해튼의 메트로폴리탄 미술관(3개), 클리블랜드 미술관, 대영박물관(2개), 베를린 박물관, 런던의 빅토리아 앨버트 박물관(출처를 알 수 있는 유일한 탁실라 소장품), 로스앤젤레스 카운티 미술관 등 인도 이외의 여러 주요 박물관에도 이러한 컬렉션들이 있다. 이 중 다수는 개인 소장품이며, 2010년대에는 최소 3점이 미술품 시장에서 판매되었다.

## 참고 문헌
- "Ball", "Unidentified Artist, Northeast Indian (Sunga Dynasty)", David Owsley Museum of Art Collection, Ball State University (Ivory ring)
- Bennett, Anna (2017), "Sunga ringstone found in Thailand"; photos of lecture slides
- Bennett, Anna (2019), "Suvarnabhumi, "Land of Gold"", in Suvarnabhumi, the Golden Land, 2019, GISDA, PDF
- Lerner, Martin and Kossak, Steven, The Lotus Transcendent: Indian and Southeast Asian Art from the Samuel Eilenberg Collection, 1991, Metropolitan Museum of Art (New York, N.Y.), ISBN 0870996134, 9780870996139, google books
- Siudmak, John, Catalogue No. 5, "Indian and Himalayan Sculpture", 2016, Catalogue No. 2,
- "V&A": "Ring stone" in collection

## 추가 읽기
- Gupta, S.P., The Roots of Indian Art: Detailed Study of the Formative Period of Indian Art & Architecture – 3rd & 2nd Century BC, 1980 (includes a survey of all examples then known)
- Irwin, J., "Late Mauryan or early Sunga ring-stones", Journal of the Royal Asiatic Society, April 1951, pp. 1–3